# Давка на стадионе в Маланге
1 октября 2022 года на стадионе «Канджурухан» в округе Маланг, входящем в состав индонезийской провинции Восточная Ява, произошла давка. После поражения малангской команды «Арема» от сурабайской «Персебаи» болельщики «Аремы» вышли на поле и устроили беспорядки. В ответ спецподразделения полиции применили слезоточивый газ, люди начали задыхаться, началась паника и давка. В результате погибли по меньшей мере 182 человека, более 300 пострадали. Этот инцидент является самой смертоносной футбольной катастрофой в Азии, а также второй по смертоносности в мире.

## События
Матч проходил спокойно, однако после его окончания поражением местной команды «Арема» от сурабайской команды «Персебая» со счётом 3:2 около 3000 болельщиков «Аремы» вышли на поле. Они потребовали встречи с игроками и официальными лицами своей команды. Сотрудники службы безопасности и полиции попытались вытеснить болельщиков с поля, в результате чего начались беспорядки. Пытаясь разогнать протестующих, полиция распылила слезоточивый газ, в том числе в направлении трибун. Позднее было отмечено применение слезоточивого газа и за пределами стадиона. Началась паника, и оставшиеся на трибунах болельщики через поле устремились к единственному выходу, не перегороженному пеленой газа, результатом чего стала давка.
Сразу после беспорядков вестибюль и раздевалки игроков использовались в качестве временных эвакуационных постов, а игроки ФК «Арема» и официальные лица помогали эвакуировать пострадавших, всё ещё находившихся на стадионе, до того, как их стали доставлять в больницы на машинах скорой помощи и грузовиках индонезийской армии.

## Последствия
По информации управление здравоохранения администрации округа Маланг, обнародованной на следующее утро, в результате инцидента погибли 182 человека, а пострадало не менее 323 человек. Эта футбольная катастрофа является второй по смертоносности в мире, уступая по числу жертв только катастрофе на стадионе «Насьональ» в Перу в 1964 году, в результате которой погибло 328 человек, а также самой смертоносной не только для самой Индонезии, но и для всей Азии.
В результате инцидента все матчи Чемпионата Индонезии по футболу были приостановлены на неделю. Футбольная ассоциация Индонезии объявила об отмене домашних матчей «Аремы» до конца сезона. Президент Джоко Видодо позже поручил ассоциации приостановить все матчи Чемпионата до тех пор, пока не будет проведена оценка мер по обеспечению безопасности.
Национальная комиссия по правам человека Индонезии планирует расследовать инцидент. Несмотря на то, что применение слезоточивого газа на стадионе противоречит действующим правилам ФИФА, полицейское управление Восточной Явы настаивает на правомерности действий своих сотрудников, ссылаясь на серьёзную угрозу общественной безопасности, исходившую от участников беспорядков. В то же время, центральное руководство индонезийской полиции заявило об изучении этого вопроса.